# İsmail Ogan
İsmail Ogan (* 5. März 1933 in Macun, Elmalı; † 26. April 2022 in Antalya) war ein türkischer Ringer.

## Werdegang
İsmail Ogan stammte aus der Provinz Antalya an der südlichen türkischen Mittelmeerküste. Nach dem Ölringen, mit dem er begann, stieg er mit 17 Jahren zum olympischen Ringen um. Es dauerte nicht lange und er erregte durch sehr gute Leistungen im nationalen Bereich die Aufmerksamkeit der führenden Männer im türkischen Ringerverband. Er wurde in die Nationalmannschaft der Freistilringer aufgenommen und erhielt mit Yaşar Doğu und Celal Atik die vielleicht besten türkischen Ringertrainer jener Zeit. Auf der internationalen Ringermatte erschien er 1957. Bei fünf Weltmeisterschaften rang er sehr erfolgreich und gewann drei Medaillen. Europameisterschaften wurden damals nicht ausgetragen. Im eigenen Land hatte er in İbrahim Zengin, Nuro Ayvar und Mahmut Atalay drei harte Rivalen, gegen die er sich immer wieder bewähren musste. Bei den Olympischen Spielen 1960 in Rom gewann er die Silbermedaille, geschlagen nur von dem US-amerikanischen Wunderboy Douglas Blubaugh, dem er als einziger Gegner nur einen Punktsieg überließ. Vier Jahre später bei den Olympischen Spielen in Tokio konnte er erneut überzeugen und wurde Olympiasieger im Weltergewicht.
Nach den Olympischen Spielen 1964 beendete İsmail Ogan seine Laufbahn als aktiver Ringer und lebte wieder in Antalya, wo er im Alter von 89 Jahren an einem Multiorganversagen starb.

## Internationale Erfolge
OS = Olympische Spiele, WM = Weltmeisterschaft, F = Freistil, We = Weltergewicht, bis 1961 bis 73 kg Körpergewicht, ab 1961 bis 78 kg Körpergewicht, Mittelgewicht bis 1961 bis 79 kg
- 1957, 1. Platz, Adria-Pokal in Opatija, F, W, vor Sekal, CSSR und Zsibrita, Ungarn;
- 1957, 2. Platz, WM in Istanbul, F, We, mit Siegen über Miroslaw Zewczyk, Polen, Garibaldo Nizzola, Italien, Hiroshi Kuroda, Japan und Mohammad Ali Fardin, Iran und Unentschieden gegen Murtaza Murtazow, Bulgarien und Wachtang Balawadse, UdSSR;
- 1958, 1. Platz, Weltpokal in Sofia, F, We, vor Tewfik, Iran, Nizzola, Jan Roots, UdSSR, Takida, Japan und Zewczyk;
- 1959, 3. Platz, WM in Istanbul, F, We, mit Siegen über Veikko Rantanen, Finnland, Daniel Hauser, Schweiz und René Schiermeyer, Frankreich, einem Unentschieden gegen Balawadse und einer Niederlage gegen Imam-Ali Habibi, Iran;
- 1960, Silbermedaille, OS in Rom, F, We, mit Siegen über Balawadse, Udey Chand, Indien, Yutaka Kaneko, Japan, Coenrad De Villiers, Südafrika, Muhammad Bashir, Pakistan und Martin Heinze, DDR und einer Niederlage gegen Douglas Blubaugh, USA,
- 1961, 4. Platz, WM in Yokohama, F, Mi, mit Siegen über Hans Antonsson, Schweden, Géza Hollósi, Ungarn, Oh Jei-Young, Nordkorea, Russell Camilleri, USA und einer Niederlage gegen Mansoor Mehdizadeh, Iran;
- 1962, 10. Platz, WM in Toledo/USA, F, We, mit Sieg über Mihail Bekmurzow, UdSSR und Niederlagen gegen Tadao Ishikawa, Japan und Imam-Ali Habibi;
- 1963, 3. Platz, WM in Sofia, F, We, mit Siegen über Robert Zingg, Schweiz, Kim Ki-Sun, Nordkorea, Bengt Fridh, Schweden und Dean Lahr, USA, einem Unentschieden gegen Guliko Sagaradse, UdSSR und einer Niederlage gegen Petko Dermendschiew, Bulgarien;
- 1964, Goldmedaille, OS in Tokio, F, We, mit Siegen über Julio Graffigna, Argentinien, Maho Singh, Indien, Charles Tribble, USA, Dschigdschidyn Mönchbat, Mongolei und Unentschieden gegen Mohammad-Ali Sanatkaran, Iran und Guliko Sagaradse